# C-58
Die Autopista C-58, auch Autopista del Vallés, verbindet den Nordwesten  mit Barcelona. Weiters ist die C-16 zwischen Tarrasa bis Manresa Teil der Autobahn. Nach der Namensänderung im Jahr 2004 wurde der Abschnitt Tarrasa-Manresa zur Autopista angeschlossen. In Katalonien wurde aufgrund des hohen Fahrzeugaufkommens eine Busspur errichtet.

## Streckenverlauf
| Ausfahrt | Autobahn | Abschnitt                                                    |
| -------- | -------- | ------------------------------------------------------------ |
| 1        | C-17     | Vic / Montcada y Reixac                                      |
|          |          | Área de Servicio Portal del Vallès / BP                      |
| 4        |          | Cerdanyola del Vallès / Ripollet / Montcada y Reixac         |
| 4A       |          | Ripollet Centre / Cerdanyola del Vallès Centre               |
| 4B       |          | Cerdanyola del Vallès Sud                                    |
| 4C       |          | Ripollet Sud / Montcada y Reixac                             |
| 7        |          | Badia del Vallès / Barberà del Vallès / Sector Baricentro    |
| 8        | AP-7     | Lleida / Tarragona / Girona                                  |
| 9        |          | Sabadell Sud / Autònoma Bellaterra / Badia del Vallès        |
| 12       |          | Sabadell Centre - Nord / Sant Quirze del Vallès Sud - Centre |
| 12A      |          | Sabadell Centre                                              |
| 12B      |          | Sant Quirze del Vallès                                       |
| 12C      |          | Sabadell Nord                                                |
| 15       |          | Hospital de Terrassa / Mercavallès / Sant Quirze del Vallès  |
| 17       |          | Matadepera / Rubí / Terrassa Est / Polígons Nord             |
| km 17    |          | Área de Servicio                                             |
| 19       |          | Terrassa Est / Polígons Sud                                  |
| 21       |          | Terrassa Centre                                              |